# Văn học Khmer

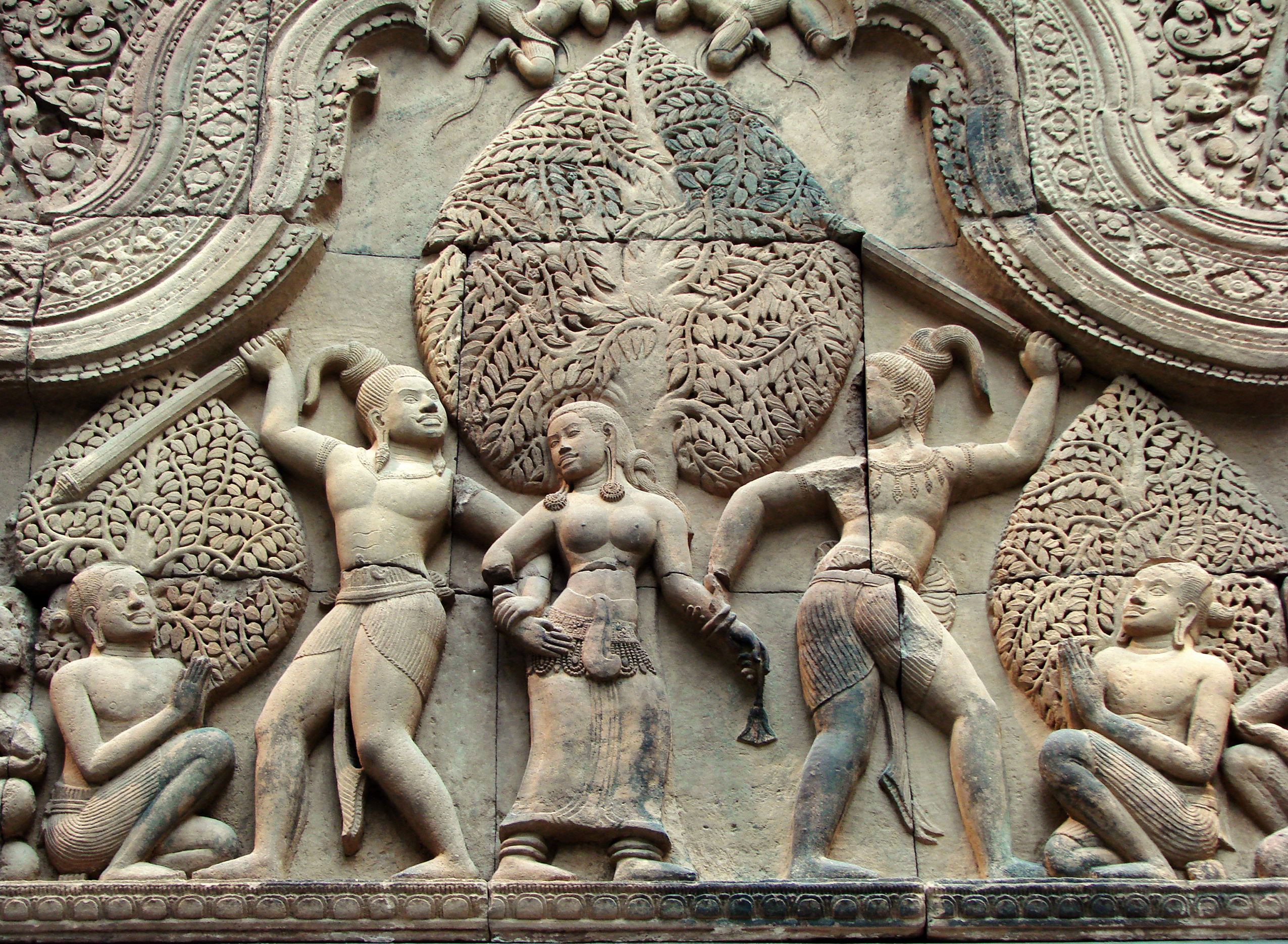
Một cảnh trong Mahabharata tại công trình đá Angkor Vat đã phục chế:hai thần phi thiên (asura)- hai anh em Sunda và Upasunda, chiến đấu để giành lấy nàng tiên apsara Tilottama xinh đẹp. Một vài truyền thuyết bản địa cổ của Campuchia bị ảnh hưởng bởi sử thi Hindu này.

Văn học Campuchia hoặc văn học Khmer có cội nguồn rất xa xưa. Giống như hầu hết các nền văn học quốc gia của các nước Đông Nam Á khác, kho tàng văn học Campuchia gồm hai bộ phận tách rời:
- Văn học viết, hầu như chỉ phổ biến ở cung đình và các chùa Phật giáo.
- Văn học truyền miệng được dựa trên văn học dân gian bản địa. Loại văn học này bị ảnh hưởng sâu nặng bởi đạo Phật, tôn giáo chiếm ưu thế ở Campuchia, cũng như là bởi sử thi Ramayana và Mahabharata.

## Những bản khắc cổ trên đá
Các bằng chứng về ngôn ngữ Khơ me cổ xưa được tìm thấy trên vô số bản khắc trên đá. Văn bản viết đầu tiên giúp dựng lại lịch sử đế chế Khơ me là những bản khắc.
Những văn bản này được viết trên cột, bia, trên những bức tường mà nội dung của nó chiếu rọi những sự kiện xảy ra với những người thuộc dòng dõi Hoàng gia; chúng cũng là các sắc lệnh tôn giáo, viết về các cuộc chinh phạt chiếm lãnh thổ và tổ chức công việc nội bộ của Vương quốc.

## Văn chương Phật giáo
Ngoài văn bản khắc đá, thuộc dạng tài liệu xưa nhất của Khơ me là những bản dịch hoặc chú giải văn bản Phật giáo Pali là kinh Tam Tạng viết bằng ký tự Khơ me.
Những văn bản này được viết bởi các sư trên lá sách tra dùng khuôn in. Chúng được giữ trong rất nhiều cơ sở Phật giáo khắp đất nước và không hề bị biến mất sau sự sụp đổ của chế độ Khơ me đỏ.

## Riêm Kê
Riêm Kê (Reamker) hay Ram Kê (danh hiệu của Rama) là phiên bản Campuchia của Ramayana, một sử thi Ấn Độ nổi tiếng. Riêm Kê được biểu diễn dưới dạng thơ ngâm và trích đoạn sân khấu, có biến đổi so với nguyên gốc Ấn Độ dựa trên cách cảm nhận của các nghệ sĩ bản địa; các động tác của nghệ thuật múa Campuchia đã được đưa vào trình diễn và tạo nên các ấn tượng tốt đẹp
Riêm Kê là dạng thức cổ xưa nhất của sân khấu Campuchia. Điệu múa Robam Sovann Maccha trích từ Riêm Kê, kể về thần khỉ Hanuman và Suvannamaccha, nàng tiên cá vàng là một trong những điệu múa nổi tiếng nhất của nghệ thuật múa cổ điển Campuchia.

## Văn học cung đình
Vua Thommaracha II (1629-1634) đã viết một bài thơ thu hút thế hệ bạn đọc trẻ Khơ me, những người mà cho đến giờ vẫn rất thích các khổ thơ truyền thống.
Vua Ang Duong (1841-1860) rất nổi tiếng trong văn học Khơ me vì Người không chỉ là vua mà còn là cây bút văn xuôi cổ điển nổi tiếng. Tiểu thuyết của ông Kakey (từ này bắt nguồn từ một từ tiếng Phạn nghĩa là "quạ cái"), được gợi cảm hứng từ các truyền thuyết trong Bản sinh kinh và mang nhiều yếu tố của văn học dân gian trong vùng. Truyện kể về một người phụ nữ phản bội chồng và kết thúc bằng việc mụ ta bị chồng trừng phạt vì tội phản bội. Truyện chứa đựng nhiều bài học đạo đức và đã trở thành bài giảng cho học sinh trong các trường học Campuchia. Chuẩn mực xã hội Kakey, theo truyền thống được dạy cho các cô gái trẻ Khơ me quý tộc nhưng những giá trị của truyện vẫn còn phù hợp với thời nay.
Một tác phẩm khác của Ang Duong, cũng có thể đã được gợi cảm hứng từ một truyền thuyết cổ xưa, là Puthisen Neang Kong Rey, là một tiểu thuyết kể về lòng trung thành của một người vợ, sẵn sàng hiến dâng cuộc sống của bà cho chồng. Các nhà thơ và nàh soạn nhạc Khơ me đã sử dụng từ Kakey cho những người phụ nữ phản bội chồng và từ Neang Kong Rey cho những người đàn bà chung thủy.

## Các truyền thuyết được yêu thích

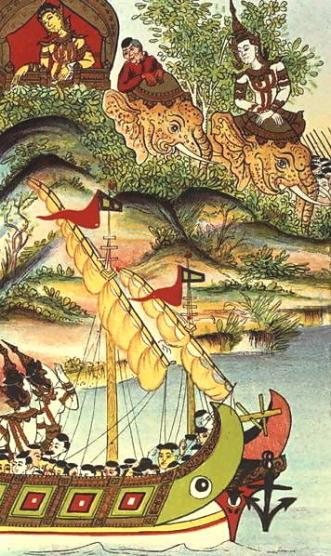
Minh họa truyền thuyết "Vorvong và Sorvong"- bức vẽ Khơ me thế kỷ 19.

Campuchia có nền văn học truyền miệng truyền thống đa dạng và rất có giá trị. Nhiều truyền thuyết, truyện kể, bài ca có nguồn gốc rất cổ, vẫn chưa được chép lại cho đến thế kỷ 19, 20 mà chỉ được ghi nhớ rồi kể lại qua nhiều thế hệ.
Nhiều truyền thuyết có đặc điểm và cốt truyện lấy từ sử thi Ấn Độ Ramayana và Mahabharata, cũng như là từ các truyện kể trong Bản sinh kinh. Cũng có truyện thể hiện ảnh hưởng từ Xiêm La.
Những truyện truyền khẩu truyền thống thường được kể ngâm thành những bài thơ rất dài. Người anh hùng trong các truyện này thường là hoàng tử hoặc các đấng siêu nhiên và diễn biến thường là sự nối kết của nhiều cung điện và đền chùa. Mục đích quan trọng khiến các truyện này được truyền lại qua nhiều thế kỷ, đó là để truyền lại các giá trị và chuẩn mực. Nhiều truyện nhấn mạnh vào giải pháp hòa bình khi có xung đột. Tham chiếu đến các vùng đất địa lý hay ý nghĩa của các địa danh Campuchia cũng được truyền lại thông qua các truyện này.
Một trong những đại diện tiêu biểu của truyện kể là truyện Vorvong và Sorvong, một truyện dài thuộc truyền thống truyền khẩu Khơ me, kể về hai hoàng tử Khơ me bị ruồng bỏ, nhưng sau một loạt các thử thách lại lấy lại được địa vị. "Vorvong và Sorvong" được chuyển thành văn viết bởi Auguste Pavie với tựa "Vorvong and Saurivong"; công chức người Pháp này nói rằng ông ta đã nhận được bản truyền thuyết dân gian từ một người chú lớn tuổi Nip nào đó ở quận Somrontong. Rồi ông đã viết lại truyện tại Battambang.
Có hai quả đồi ở công viên quốc gia Kirirom, huyện Phnom Sruoch, tỉnh Kampong Speu, được đặt theo tên của hai anh em hoàng tử anh hùng, Vorvong và Sorvong.
Một truyền thuyết dân gian Khơ me khác có nói tới một ngọn núi địa phương là Puthisan Neang Kong Rei.
Năm 2006, truyện "Vorvong và Sorvong" được chuyển thể thành tác phẩm múa bởi Nhà hát vũ lịch Campuchia.
Tum Tiêu là một thiên tình sử bi thảm cổ điển lấy bối cảnh Kampong Chàm phổ biến khắp đất nước, ít nhất là từ giữa thế kỷ 19. 
Truyện được sáng tác dựa vào một bài thế thế kỷ 17,18 không rõ nguồn gốc; bài thơ này có lẽ cũng bắt nguồn từ một truyền thuyết dân gian Campuchia cổ nào khác. Ngày nay, "Tum Tiêu" được thể hiện dưới dạng truyền khẩu, văn chương, sân khấu và điện ảnh bằng tiếng Khơ me. Dù bản dịch đầu tiên là sang tiếng Pháp bởi Étienne Aymonier vào năm 1880, nhưng "Tum Tiêu" chỉ phổ biến ra quốc tế sau khi nhà văn George Chigas dịch văn bản viết năm 1915 bởi nhà sư Phật giáo đáng kính Preah Botumthera Som, còn gọi là Padumatthera Som, hay là Som.

## Văn học hiện đại
Thời kỳ thuộc địa Pháp mang lại cho văn học Campuchia những câu hỏi tự nhìn nhận lại mình. Cuốn sách đầu tiên bằng tiếng Khơ me in theo lối hiện đại ra đời tại Phnôm Pênh năm 1908. Đây là cuốn sách viết về sự thông thái, tên là "Những lời khuyên của ông Mas già"; xuất bản dưới sự bảo trợ của Adhémard Leclère.
Ảnh hưởng của thời kỳ giáo dục phổ thông hiện đại với mục tiêu quảng bá văn minh Pháp đã sản sinh ra nhiều tiểu thuyết gia viết bằng tiếng Khơ me vào những thập kỷ đầu của thế kỷ 20. Những nhà văn này viết bằng văn xuôi, miêu tả các chủ đề của người bình dân Khơ me trong bối cảnh các diễn biến trong cuộc sống thường nhật ở Campuchia.
Thời kỳ từ bỏ ảnh hưởng của Ấn Độ và Xiêm La cổ xưa này không diễn ra đột ngột. Một vài tác phẩm viết hiện đại đầu tiên của Campuchia vẫn giữ lại nhũng ảnh hưởng của thơ phú truyền thống, ví dụ như tiểu thuyết Dik ram phka ram (Nước nhảy múa và Hoa nhảy múa), Tum Tiêu (1915) sáng tác bởi Som Đáng kính, và tác phẩm viết năm 1900 Bimba Bilap (Lời than khóc của Bimba) bởi nữ tiểu thuyết gia Sou Seth và Dav Ek viết bởi Nou Kan năm 1942.

## Những năm tháng dưới chế độ Khơ me Đỏ và hậu quả
Giữa những năm 1975- 1977, dưới chế độ Campuchia dân chủ, các trí thức bị khủng bố. Vì các nhà văn chủ yếu đến từ các đô thị, họ thuộc nhóm người bị trục xuất khỏi các thành phố năm 1975 sau chiến thắng của Khơ me đỏ.
Suốt những năm tháng sau đó, các nhà văn Khơ me không thể sử dụng khả năng viết văn của học. Giống như các trí thức khác, họ bị buộc trở thành nông dân, làm công việc đồng áng hoặc phục dịch nặng nhọc. Những người có học thức phải che giấu thân phận và nhiều người đã bị giết khi lực lượng Khơ me Đỏ truy ra nguồn gốc trước đây của họ. Là một phần của chính sách chống lại mê tín dị đoan của Pol Pot, đạo Phật, tôn giáo đã đồng hành với văn học Campuchia, cũng bị trấn áp và lực lượng Khơ me đỏ đã đổ nhiều công sức để xóa sạch văn học dân gian Khơ me.
Chiến thắng chế độ Pol Pot và thiết lập nước Cộng hòa nhân dân Campuchia (CHND Campuchia) đã mang lại sự phục hồi thanh thế của các nhà văn Campuchia, cũng như hồi phục phần nào địa vị của Phật giáo với vai trò một quốc đạo và làm mới lại sự quan tâm đến truyền thống và văn học dân gian. Nhiều trí thức đã phục hồi được địa vị trước đây, thành tựu của họ đã được công nhận là phù hợp với các mối quan tâm chung của quốc gia.

## Ngày nay
Somaly Mam đã viết "Con đường tìm lại sự thơ ngây đã mất". Đây là một sự lên án mạnh mẽ vấn nạn buôn bán phụ nữ; tác phẩm được viết bằng trải nghiệm của chính tác giả. Bà, và các tác giả Campuchia khác, những người được quốc tế chú ý, đã có thu nhập tốt từ các tác phẩm của họ, hoặc từ các tác phẩm dịch tiếng nước ngoài. Các nhà văn viết bằng tiếng Khơ me, tuy vậy, vẫn gặp khó khăn về tài chính. Hiệp hội các nhà văn Khơ me đã được tái lập năm 1993 với hai thành viên thuộc tổ chức cũ, có nhiệm vụ giúp đỡ các nhà văn Khơ me vượt qua khó khăn.